# Họ Cóc bùn
Họ Cóc bùn (danh pháp khoa học: Megophryidae) là một họ cóc trong bộ Không đuôi có nguồn gốc ở phía đông nam ấm áp của châu Á, từ chân núi Himalaya về phía đông, phía nam tới Indonesia và quần đảo Đại Sunda tại Đông Nam Á, và kéo dài đến Philippines. Tính đến năm 2015, họ này bao gồm khoảng 191 loài được chia ra 9 chi. Trong tiếng Anh khoa học, các loài trong họ này thường được gọi chung là megophryids.
Các loài trong họ này có đặc điểm đáng chú ý với khả năng ngụy trang của chúng, đặc biệt là những loài sinh sống trong rừng, thường trông giống như lá chết. Khả năng ngụy trang chính xác đến mức có một số nếp gấp da trông giống như gân lá, đặc biệt là loài ếch sừng mũi dài (Megophrys nasuta).
Các loài trong họ này có chiều dài từ 2 xentimét (0,79 in) đến 12,5 xentimét (4,9 in). Con trưởng thành có lưỡi hình mái chèo. Nòng nọc có thể được tìm thấy ở nhiều khu vực nước, đặc biệt là hồ và suối. Nòng nọc rất phong phú về hình thức do sự phong phú về nơi sinh sống của chúng.

## Phân loại
Do các khác biệt đang diễn ra liên quan tới sự giới hạn các chi, nhưng không có số nào trong các ý kiến này dựa trên các giả thuyết phát sinh chủng loài được hỗ trợ rõ ràng, nên trong bài này mọi đơn vị phân loại được một số tác giả công nhận ở cấp chi đều được coi như là các chi. Rao & Yang (1997) thảo luận về tế bào học và các mối quan hệ phát sinh chủng loài. Lathrop (1997), và Haas (2003) thảo luận về các mối quan hệ trong phạm vi liên họ Pelobatoidea và gợi ý rằng Megophryidae là đơn vị phân loại chị em của Pelobatidae và coi nó như là một phân họ trong Pelobatidae. Maglia (1998), gợi ý về mối quan hệ [[Pelobatidae + Pelodytidae] + Megophryidae]. Dubois & Ohler (1998) thảo luận về phân loại của đơn vị phân loại này (Dubois & Ohler coi nó như là phân họ Megophryinae). Xie & Wang (2000) xem xét phân loại của nhóm này (như một phần của Pelobatidae). Xu (2005) thảo luận về kiểu hình nhân tế bào trong Megophryidae và đưa ra các gợi ý phân loại. Manthey & Grossmann (1997) cung cấp các miêu tả và bảng nhận dạng các loài trong khu vực thềm Sunda. Anders (2002) cung cấp khóa nhận dạng và miêu tả các loài trong khu vực Nepal. Dubois (2005) coi Megophryidae như một phân họ của Pelobatidae, chứa 2 tông là Leptobrachiini và Megophryini. Li & Hu (2005) thông báo về sự đa dạng tế bào học trong phạm vi Megophryidae. Frost et al. (2006) cung cấp lịch sử phân loại, phân tích phát sinh chủng loài một phần và từ bỏ các phân họ, mặc dù họ thông báo rằng nhánh (Megophryinae trước đây) bao gồm Atympanophrys, Brachytarsophrys, Megophrys, Ophryophryne và Xenophrys có lẽ là đơn ngành. Delorme, Dubois, Grosjean & Ohler (2006) cung cấp phân loại tạm thời cho nhóm dựa trên một số các chứng cứ đã công bố trước đó, trong đó họ lập ra một hệ thống của các đơn vị phân loại tạo cặp đôi nói chung, một dựa theo các đặc trưng phái sinh và một dựa trên các đặc trưng tổ tiên. Trong khi phân loại này cung cấp các "khúc" để thảo luận về các đơn vị này thì các đơn vị đặc trưng tổ tiên nói chung nên sử dụng thận trọng. Hệ thống do các tác giả đề xuất bao gồm 3 phân họ: Leptobrachiinae (chẩn đoán theo các đặc trưng tổ tiên chia sẻ chung trong Megophryidae); Leptolalaginae (Leptobrachella, Leptolalax); và Megophryinae (chứa 2 tông Megophryini và Xenophryini [chẩn đoán theo các đặc trưng tổ tiên chia sẻ chung trong Megophryinae]). Trong phạm vi tổ hợp Leptobrachiinae (= Megophryidae không là các thành viên của Leptolalaginae và Megophryinae), 2 tông được công nhận, cả hai đều được gợi ý là dựa theo các đặc trưng phái sinh: Leptobatrachiini (Leptobrachium) và Oreolalagini (Oreolalax và Scutiger). Trong phạm vi Megophryinae tông Megophryini (Borneophrys, Brachytarsophrys, và Megophrys) được gợi ý là dựa theo các đặc trưng phái sinh, trong khi Xenophryini (Ophryophryne + Xenophrys [cũng dựa trên các đặc trưng tổ tiên, suy ra nó là tương đương về mặt chẩn đoán với Megophryinae]) chỉ thuần túy dựa trên các đặc trưng nguyên thủy cho Megophryinae. Li, Guo, & Wang (2011) cung cấp phân tích phân tử các loài ở Trung Quốc và gợi ý rằng Xenophrys là cực kỳ cận ngành trong tương quan với ít nhất là Atympanophrys, Brachytarsophrys, và Ophryophryne (Megophrys sensu stricto không được đưa vào nghiên cứu). Kết quả là bất kỳ ý định nào nhằm làm cho Xenophrys trở thành đơn ngành bằng cách sử dụng đồng nghĩa hóa với các chi khác của Megophryinae đều dẫn tới việc phải gộp đống toàn bộ các chi của Megophryinae thành một chi (mà với chúng thì tên cũ nhất là Megophrys). Fu, Weadick, & Bi (2007) thông báo về phát sinh chủng loài phân tử của Leptobrachium, Vibrissaphora, Oreolalax, và Scutiger, cũng như Rao & Wilkinson (2008), với việc lấy mẫu đơn vị phân loại dày dặc hơn và nhiều dữ liệu hơn. Brown, Siler, Diesmos, & Alcala (2010) thông báo về phát sinh chủng loài phân tử của Leptobrachium và cung cấp chứng cứ bổ sung cho thấy sắp xếp phân loại của Delorme et al. (2006) có sự tương quan rất yếu ớt với phát sinh chủng loài. Pyron & Wiens (2011) xác nhận vị trí của Megophryidae như là đơn vị phân loại chị em với Pelobatidae và cung cấp ước tính dựa trên dữ liệu tốt nhất cho tới nay về phát sinh chủng loài. Blackburn & Wake (2011) thảo luận ngắn về lịch sử phân loại của nhóm. Vitt & Caldwell (2013) cung cấp tổng quan về lịch sử sự sống, chẩn đoán và phân loại.

## Các chi
- Phân họ Leptobrachiinae
  - Leptobrachium Tschudi, 1838 (đồng nghĩa: Nireus, Septobrachium, Vibrissaphora): 34 loài cóc mày.
  - Oreolalax Myers and Leviton, 1962 (đồng nghĩa: Scutiger (Oreolalax)): 18 loài.
  - Scutiger Theobald, 1868 (đồng nghĩa: Aelurolalax, Aelurophryne, Cophophryne): 20 loài cóc mắt mèo.
- Phân họ Leptolalaginae
  - Leptobrachella Smith, 1925 (đồng nghĩa: Nesobia): 8 loài.
  - Leptolalax Dubois, 1980 (đồng nghĩa: Carpophrys, Paramegophrys): 43 loài cóc mày.
- Phân họ Megophryinae
  - Borneophrys Delorme, Dubois, Grosjean & Ohler, 2006: 1 loài.
  - Brachytarsophrys Tian and Hu, 1983: 5 loài cóc mày.
  - Megophrys Kuhl and Van Hasselt, 1822 (đồng nghĩa: Atympanophrys, Ceratophryne, Megalophrys, Panophrys, Pelobatrachus, Xenophrys): 57 loài cóc gai, cóc mày, cóc bùn.
  - Ophryophryne Boulenger, 1903: 5 loài cóc núi.

Trong số này thì Borneophrys là đơn vị phân loại đơn loài. Các chi không còn được công nhận nữa bao gồm Atympanophrys (gộp trong Megophrys) và Vibrissaphora (gộp trong Leptobrachium). Ngoài ra, chi Xenophrys Günther, 1864 gần đây cũng được gộp vào chi Megophrys để dung giải tính cận ngành của Xenophrys cho tới khi có giải pháp tốt hơn. Điều này làm cho Megophrys trở thành chi đông loài nhất trong họ Megophryidae. Tuy nhiên, một số nguồn khác vẫn tiếp tục công nhận Xenophrys.